# Esteban de Antuñano
Esteban de Antuñano (26 de diciembre de 1792, Veracruz - 7 de marzo de 1847, Puebla de Zaragoza) fue un economista, industrial y empresario poblano que fundó la primera fábrica de hilados y tejidos de algodón mecanizada que funcionó en México, con lo que dio origen a la moderna industria textil del país, introduciendo los métodos y las máquinas hidráulicas inventadas por Richard Arkwright. Fue un verdadero ideólogo y precursor del liberalismo industrial. Una importante arteria vehicular de la ciudad de Puebla de Zaragoza lleva su nombre.

## Inicios
De Antuñano nació en Veracruz pero su educación la recibió en una población industrial de las provincias vascongadas y después pasó a Inglaterra donde se percató de la naciente industria de las máquinas. Regresó a México a radicar a Puebla en el año de 1811 y llegó a ser síndico del primer Ayuntamiento de la época independiente en 1822. Vivió en la casa de la esquina que forman las calles 10 Norte y la avenida 20 Oriente, muy cerca del Paseo de la Alameda hoy Paseo de San Francisco de la ciudad de Puebla, fue frente a su casa que estableció una pequeña primera fábrica de hilados y tejidos

## La Constancia Mexicana

El cuartel superior izquierdo del escudo de Puebla representa la industria textil fundada por Estéban de Antuñano.

En 1831 después de una fallida junta para promover la industria en Puebla, Esteban de Antuñano resolvió emprender por sí solo el establecimiento de una fábrica. Compró el Molino de Santo Domingo y comenzó a construir el edificio. Se vio entonces en la necesidad de recurrir al "Banco de Avío" fundado por Lucas Alamán creado con el fin de estimular la industria. Con el nuevo financiamiento Antuñano mandó comprar a Estados Unidos la maquinaria de Arkwrigt de 3840 husos. Dice Calderon de la Barca, que aun siendo considerado su proyecto absurdo e irrealizable no abandonó la empresa y llegó a sufrir en unión de su numerosa familia al grado de no contar a veces con lo indispensable para la subsistencia diaria. Intentó acelerar la remisión de la maquinaria enviando a un empleado con la comisión de contratar operarios para las mismas. Se embarcó la maquinaria en Filadelfia en junio de 1833, y en agosto llegó a Veracruz, en donde lo recibió su amigo Del Paso y Troncoso quien le facilitó el envío de la maquinaria a Puebla, no obstante esta llegó al cabo de un año. Después de algunos problemas con los operarios y la calidad del algodón, para 1835 la fábrica comenzó a hilar de manera constante haciendo honor a su nombre "La Constancia Mexicana". Antuñano envió a otra misión de compras de maquinaria y después de no pocas demoras y dificultades se embarcó en Nueva York en febrero de 1837. Sin embargo el navío naufragó cerca de Cayo Hueso, y la fracción de la maquinaria rescatada por el bergantín Argos corrió la misma suerte pues éste también se hundió. El empleado se dirigió entonces a Filadelfia para la adquisición de más maquinaria, y por increíble que parezca esta misión de compras fracasó por el hundimiento del navío en Cayo-Hueso-Alcatraces. Antuñano insistió y mandó construir más maquinaria la cual sufrió una demora por el bloqueo francés a los puertos mexicanos; esta perseverancia hizo a la marquesa Calderón de la Barca apuntar: 

"El ejemplo del Señor Antuñano ha proporcionado a la industria en Puebla un impulso decisivo, además de ofrecer el más extraordinario ejemplo en la lucha en contra de lo que llaman los hombres "mala suerte", que aniquila a los débiles pero sirve de acicate a los fuertes."

En 1838, Antuñano incursionó en otros ramos de la industria como fue la fabricación de vidrio plano, loza fina y papel.

## El ideario de Antuñano

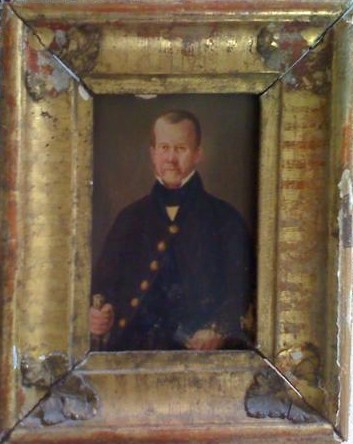
Cuadro miniatura de Estéban de Antuñano.

Antuñano además de ser el principal industrial de su época, también difudió sus ideas acerca de la naciente industria algodonera con panfletos dedicados a promoverla, tenían la finalidad de convencer de que el progreso estaba en el desarrollo industrial pues ésta, apoyada con modernos métodos tecnológicos, era el único medio de asegurar el progreso económico. Hablaba de la necesidad de desarrollar en el país "un espíritu de empresa", así mismo lamentando que los mexicanos no lo tuvieran por haberlo despreciado por tanto tiempo los españoles. 
Propuso y presionó al gobierno para la prohibición de importar textiles extranjeros como un medio para alcanzar el éxito de la industria algodonera al mismo tiempo que ejerció una campaña para disminuir las barreras arancelarias del algodón procedente de Nueva Orleans.
Además de lo anterior Antuñano escribió una obra que salió a la luz pública en Puebla el 4 de noviembre de 1838 intitulada "Economía política de México" donde se percibe su conocimiento de las teorías económicas de su época en especial las de Adam Smith, básicamente era una propuesta para una nueva hacienda en la que proponía con aire patriótico cuatro puntos principales:
- Economía en los gastos públicos.
- Fomentar la industria de sus súbditos.
- Pedir prestado para pagar a largo tiempo.
- Fomentar su tesoro sobre la industria de sus súbditos, principal y directamente.

Antuñano era consiente de sus logros al grado de darse así mismo el título de "Fundador de la industria mexicana", "el primer insurgente de la industria fabril en México" y de Puebla "La Dolores de la Independencia Industrial". La fecha de la fundación de su fábrica la equiparó a la de la Independencia Nacional diciendo que fue el día del inicio de la independencia industrial.

## Benemérito del Estado y fundador de la industria fabril en México
Al fin, después de construir una segunda fábrica de hilados y tejidos a la que le dio el nombre de la "Economía" los tres elementos que una vez se opusieron a sus planes: gobierno, obreros e industria le hicieron justicia, pues el gobernador del Estado de Puebla Domingo Ibarra Ramos emitió un decreto el 10 de febrero de 1847 en el que se le nombraba benemérito del Estado y fundador de la industria fabril en la República mexicana a menos de un mes de su fallecimiento.

## Fallecimiento
Murió el 7 de marzo de 1847 a escasos dos meses de la toma de Puebla por el ejército norteamericano, es quizá por este hecho que no exista ningún periódico poblano que lo consigne. Hugo Leicht asevera en su libro "Las Calles de Puebla" que sus restos fueron depositados en la Iglesia del Carmen, en la cripta de la Capilla de la Virgen pero al haber tenido remodelaciones sus restos desaparecieron definitivamente.